# Rogers Broadcasting
Rogers Media Inc. es una filial de Rogers Communications, propietaria de la mayor compañía editorial de Canadá, Rogers Publishing Limited, que cuenta con más de 70 publicaciones para consumidores y empresas.
Rogers Media Inc. también posee 52 estaciones de radio y varias propiedades de televisión incluyendo estaciones de televisión terrestre y canales de televisión por cable.

## Historia
Rogers Media fue creada en 1994 después de la adquisición de las propiedades de Maclean-Hunter para administrar todos los canales de televisión, canales especiales, estaciones de radio y medios de publicación.
La división se divide en dos áreas: Radiodifusión (televisión y radio) y Publicaciones (revistas y directorios).
Rogers Media mantiene las operaciones de radiodifusión y televisión de Rogers Communications, así como las operaciones de publicación de consumo y comercio, otras propiedades de televisión y los Toronto Blue Jays y Rogers Center de Toronto.
Rogers Media también produce contenido y realiza comercio electrónico a través de Internet en relación con muchas de sus propiedades individuales de difusión y publicación.
El grupo cuenta con 52 estaciones de radio en todo Canadá (a partir de 2015), (44 FM y 8 estaciones de radio AM, por lo que Rogers Media la tercera emisora de radio más grande detrás de Bell Media y Newcap Radio); Tanto la ciudad y las redes de televisión Omni que consta de 10 estaciones de televisión. La división también opera canales especializados, incluyendo Sportsnet, OLN y G4, y posee un interés en el servicio de pago por visión.

## Operaciones

### Radiodifusión
Rogers Broadcasting Limited opera 52 estaciones de radio canadienses (44 estaciones de radio FM y 8 AM), incluidas las tres (ahora dos) estaciones FM lanzadas en octubre de 2005; Omni Television, que opera cinco estaciones de televisión multiculturales (dos en Ontario, dos en Alberta y una en Columbia Británica); City; Que opera 7 estaciones en Toronto, Winnipeg, Calgary, Edmonton, Vancouver, Montreal y Saskatchewan (cable) con 3 afiliadas de propiedad privada en Prince George, Kamloops y Medicine Hat; Sportsnet, un servicio especializado de televisión deportiva con licencia para proporcionar programación deportiva regional en Canadá; El Shopping Channel, el único servicio de compras televisado de Canadá, The Biography Channel Canada, adquirió de forma definitiva en agosto de 2006, cuando Rogers compró el 40% de propiedad de la firma Shaw Communications de Calgary y el 20% de A & E Television Networks. Y un interés mayoritario y de gestión en G4 Canadá, un canal digital con tecnología temática. Rogers ha regresado a la tercera emisora de radio más grande de Canadá detrás de Bell Media y Newcap Radio.

### Publicaciones
Rogers Publishing publica más de 70 revistas de consumo, publicaciones comerciales, profesionales, propiedades digitales y directorios en Canadá, incluyendo Maclean's, la revista de noticias semanal de Canadá; Su equivalente en lengua francesa, L'actualité; Castellano; Llamarada; Y una variedad de otras revistas y sus sitios web de compañerías.